# Janville (Oise)
Janville – miejscowość i gmina we Francji, w regionie Hauts-de-France, w departamencie Oise.
Według danych na rok 1990 gminę zamieszkiwały 703 osoby, a gęstość zaludnienia wynosiła 748 osób/km² (wśród 2293 gmin Pikardii Janville plasuje się na 407. miejscu pod względem liczby ludności, natomiast pod względem powierzchni na miejscu 1147.).